# (15056) Barbaradixon
(15056) Barbaradixon est un astéroïde de la ceinture principale.

## Description
(15056) Barbaradixon est un astéroïde de la ceinture principale. Il fut découvert le 28 décembre 1998 à Las Cruces par David S. Dixon. Il présente une orbite caractérisée par un demi-grand axe de 3,00 UA, une excentricité de 0,09 et une inclinaison de 1,8° par rapport à l'écliptique.

## Compléments